# Рядовий Бенджамін
Рядовий Бенджамін (англ. Private Benjamin) — американська феміністська кінокомедія 1980 року, 82-та у списку ста найсмішніших комедій за всю історію кіно Американського інституту кіномистецтва (2000).

## Сюжет
Джуді Бенджамін одружується вдруге, але у шлюбну ніч її наречений помирає від серцевого нападу. Джуді настільки пригнічена, що пристає на пропозицію армійського рекрутера записатися на службу в армію. Спочатку їй доводиться нелегко, але через деякий час Джуді долає всі труднощі, пов'язані зі щоденними тренуваннями і армійськими порядками.

## У ролях
| Актор             | Роль                   |
| ----------------- | ---------------------- |
| Ґолді Гоун        | Джуді Бенджамін        |
| Ейлін Бреннан     | капітанка Дорін Льюїс  |
| Арманд Ассанте    | Анрі Алан Тремон       |
| Роберт Веббер     | полковник Клей Торнбуш |
| Сем Вонамейкер    | Тедді Бенджамін        |
| Барбара Беррі     | Гаррієт Бенджамін      |
| Мері Кей Плейс    | рядова Мері Лу Гласс   |
| Гаррі Дін Стентон | сержант Джим Баллард   |
| Альберт Брукс     | Єл Гудман              |
| Алан Оппенгаймер  | рабин                  |
| Роберт Генлі      | Арні                   |
| Лі Воллес         | містер Ваксман         |

## Кастинг та виробництво
- Згідно з мемуарами Голді Гоун, першим вибором кіностудії на місце режисера був Артур Гіллер, який вибув з проєкту на найранішій стадії виробництва.
- Місце режисерки пропонували також Пенелопі Сфіріс.
- Айлін Бреннан і Гел Вільямс повернулися до своїх ролей в поставленому на основі фільму однойменному телесеріалі (1981–1983). Там же зіграла Даміта Джо Фріман, проте в телесеріалі її героїня при зовнішній схожості мала інше ім'я.
- Постер фільму та інші рекламні матеріали пародіюють класичну кінострічку «На західному фронті без змін» (1930).
- Акторка П. Дж. Соулз прийшла на проби в перуці, оскільки продюсери не хотіли бачити ще одну людину зі світлим волоссям в акторському складі.